# Homalomena deltoidea
Homalomena deltoidea är en kallaväxtart som beskrevs av Joseph Dalton Hooker. Homalomena deltoidea ingår i släktet Homalomena och familjen kallaväxter. Inga underarter finns listade.